# Barry Bostwick
Barry Knapp Bostwick (ur. 24 lutego 1945 w San Mateo) – amerykański aktor i piosenkarz. 
Laureat Złotego Globu dla najlepszego aktora drugoplanowego w serialu, miniserialu lub filmie telewizyjnym za rolę 'Lady' Astera w miniserialu ABC Wojna i pamięć (War and Remembrance, 1988–1989).

## Życiorys

### Wczesne lata
Urodził się w San Mateo w Kalifornii jako młodszy syn miejskiego projektanta Henry’ego „Buda” Bostwicka Jr. (ur. 1 marca 1913, zm. 7 grudnia 1999) i Betty Defendorf. Jego rodzina miała pochodzenie angielskie, niemieckie, szkockie, irlandzkie, holenderskie, francuskie i walijskie. Miał starszego brata Henry’ego „Pete” Petera (ur. 4 maja 1941, zm. 20 lipca 1973 w wypadku samochodowym). W 1963, po ukończeniu szkoły średniej San Mateo High School, studiował aktorstwo w School of Performing Arts przy United States International University w San Diego, w stanie Kalifornia oraz School of Arts and Sciences przy New York University w Nowym Jorku. W 1967 ukończył Tisch School of the Arts na Uniwersytecie Nowojorskim.

### Kariera
W 1965, na drugim roku studiów wystąpił na profesjonalnej scenie w spektaklu Phoebe i Henry’ego Ephronów Biorę ją, ona jest moja (Take Her, She's Mine). Odnosił potem sceniczne sukcesy w broadwayowskich musicalach: Cock-A-Doodle Dandy (1969) z APA Phoenix Repertory Company, Zbawienie (Salvation, 1969), Grease (1972) jako Danny Zuko (nominacja do nagrody Tony Award), Oni widzieli co oni poszukiwali (They Knew What They Wanted, 1976) Sidneya Howarda w roli Joego (nominacja do Tony Award), Rozbójnik Bridegroom (The Robber Bridegroom, 1977) Eudory Welty jako Jamie Lockhart (uhonorowany Tony Award), Nick i Nora (Nick and Nora, 1991). Grał też w przedstawieniach na Off-Broadwayu: Salvation (1969), Colette (1970) i The House of Leather  (1970).
Po udziale w kinowej komedii Jennifer w mojej pamięci (Jennifer on My Mind, 1971) i dramacie Droga filmowa (Road Movie, 1974), został dostrzeżony w komediowym musicalu The Rocky Horror Picture Show (1975) jako niewinny Brad Majors oraz hollywoodzkim pastiszu muzycznym Ale kino (Movie Movie, 1975) w podwójnej roli Johnny’ego Danko i Dicka Cummingsa.
Karierę na małym ekranie rozpoczął od gościnnego występu w jednym z odcinków serialu Aniołki Charliego (Charlie’s Angels, 1978), a następnie w sitcomach – Gra nielojalna (Foul Play, 1981), Tatusiowie (Dads, 1986) i Spin City (1996-2002).
Dużym osiągnięciem była historyczna tytułowa postać amerykańskiego męża stanu i generała w miniserialu CBS Jerzy Waszyngton (George Washington, 1984) i tele sequelu CBS z 1986.
Był bohaterem ekranizacji bestsellerowych powieści Judith Krantz telewizji CBS: Skrupuły (Scruples, 1980) z Lindsay Wagner, Tylko Manhattan (I'll Take Manhattan, 1987) w roli bogatego magnata prasowego Zachary’ego Ambervillea i Póki się znów nie spotkamy (Till We Meet Again, 1989) jako uparty Terrence 'Mac' McGuire, a także telewizyjnej adaptacji powieści Danielle Steel NBC Raz w życiu (Once in a Lifetime, 1994).
Zajmuje się z powodzeniem także dubbingiem. Za podstawienie swojego głosu animowanemu owczarkowi niemieckiemu o imieniu Grom w filmie 101 dalmatyńczyków II. Londyńska przygoda (101 Dalmatians II: Patch's London Adventure, 2003) zdobył nominację do nagrody DVDX.

## Życie prywatne
W latach 1980–1984 spotykał się z aktorką Lisą Hartman. Po nieudanym związku małżeńskim ze Stacy Nelkin (1987-1991), w dniu 27 listopada 1994 roku po raz drugi ożenił się z Sherri Ellen Jenkins, z którą ma syna Briana Lake’a (ur. 29 kwietnia 1995) i córkę Chelseę Evelyn (ur. 14 października 1996). W 1997 roku wykryto u niego raka gruczołu krokowego. W 2004 otrzymał nagrodę im. Gildy Radner z Instytutu Rakotwórczego Roswell Park.

## Filmografia

### Filmy kinowe
- 1974: Droga filmowa (Road Movie) jako Hank
- 1975: The Rocky Horror Picture Show jako Brad Majors
- 1978: Ale kino (Movie Movie) jako Johnny Danko/Dick Cummings
- 1996: Szklanką po łapkach (Spy Hard) jako Norman Coleman
- 2003: Sekta III (The Skulls III) jako Nathan Lloyd
- 2003: 101 dalmatyńczyków II. Londyńska przygoda (101 Dalmatians II: Patch's London Adventure) jako Grom (głos)
- 2004: Orzeszek (Chestnut: Hero of Central Park) jako Thomas Trundle
- 2007: Wieczór (Evening) jako pan Wittenborn
- 2007: Nancy Drew i tajemnice Hollywood (Nancy Drew) jako Dashiel Zachary Biedermeyer
- 2009: Hannah Montana: Film (Hannah Montana: The Movie) jako pan Bradley
- 2018: Iniemamocni 2 jako major (głos)

### Filmy TV
- 1980: Milczący kochankowie (The Silent Lovers) jako John Gilbert
- 1989: Nie wierzcie bliźniaczkom: Hawajskie wakacje (Parent Trap: Hawaiian Honeymoon) jako Jeffrey Wyatt
- 1989: Nie wierzcie bliźniaczkom 3 (Parent Trap III) jako Jeffrey Wyatt
- 1994: Raz w życiu (Once in a Lifetime) jako dr Matthew Dane
- 1998: Faceci w bieli (Men in White) jako prezydent Smith
- 2008: Bomba głębinowa (Depth Charge) jako prezydent Taylor
- 2013: Teen Beach Movie jako Big Poppa

### Seriale TV
- 1978: Aniołki Charliego (Charlie’s Angels) jako Ted Machlin
- 1980: Skrupuły (Scruples) jako Spider Elliott
- 1981: Gra nielojalna (Foul Play) jako Tucker Pendleton III
- 1984: Jerzy Waszyngton (George Washington) jako Jerzy Waszyngton
- 1984: Kariera Emmy Harte (A Woman of Substance) jako major Paul McGill
- 1986: Autostopowicz (The Hitchhiker) jako Tony Lynch
- 1986: Jerzy Waszyngton II: Odbudowanie narodu (George Washington II: The Forging of a Nation) jako Jerzy Waszyngton
- 1986-87: Tatusiowie (Dads) jako Rick Armstrong
- 1987: Tylko Manhattan (I'll Take Manhattan) jako Zachary Amberville
- 1988-89: Wojna i pamięć (War and Remembrance) jako 'Lady' Aster
- 1989: Póki się znów nie spotkamy (Till We Meet Again) jako Terrence 'Mac' McGuire
- 1996-2002: Spin City jako Mayor Randall M. Winston Jr.
- 2002: Agent w spódnicy (She Spies) jako gubernator Gary McNamara
- 2003: Hoży doktorzy (Scrubs) jako pan Randolph
- 2003: Baby Bob jako Jack Collins
- 2003: Prawie doskonali (Less than Perfect) jako Max Damarius
- 2004-2007: Prawo i porządek (Law & Order: Special Victims Unit) jako Oliver Gates
- 2005: Siostrzyczki (What I Like About You) jako tato
- 2005: Po dyżurze (Out of Practice) jako Gavin
- 2005: Las Vegas jako Martin
- 2005: Dowody zbrodni (Cold Case) jako Roy Brigham Anthony 2005
- 2006: Siostrzyczki (What I Like About You) jako Jack Tyler
- 2006: Po dyżurze (Out of Practice)
- 2008: Fineasz i Ferb (Phineas and Ferb) jako tato (głos)
- 2008: Brzydula Betty (Ugly Betty) jako Roger Adams
- 2008: Fineasz i Ferb (Phineas and Ferb) jako Grandpa Clyde (głos)
- 2009: Nie z tego świata (Supernatural) jako Jay
- 2009: Bez skazy (Nip/Tuck) jako Roger Payne
- 2009: Zaklinacz dusz (Ghost Whisperer) jako Don Sullivan
- 2010: Cougar Town: Miasto kocic jako Roger Frank
- 2013: Świry (Psych) jako Roland Armitage
- 2014: Enlisted jako Russell
- 2014: Jess i chłopaki (New Girl) jako Harland Cooper
- 2015: CSI: Kryminalne zagadki Las Vegas (CSI: Crime Scene Investigation) jako Collin Winthrop
- 2017: The Great Indoors jako Mather
- 2017: Prawo Milo Murphy’ego jako Clyde Rickenbacker
- 2017: Nie ma lekko jako Thomas Otto
- 2017: Zaplątane przygody Roszpunki jako doktor St. Croix (głos)
- 2018: Will & Grace jako profesor Jerry Wise